# حمد السليطي
حمد علي السليطي (مواليد 1 يناير 1944

) تربوي وسياسي بحريني.

## السيرة
ولد السليطي في مدينة الحد في 1 يناير 1944. حصل على بكالوريوس في التربية وعلم النفس من جامعة بغداد بالعراق عام 1966. حصل على ماجستير في الإدارة والتخطيط التربوي من الجامعة الأميركية ببيروت عام 1970. حصل على دكتوراه في التربية والمناهج وعلم المكتبات في جامعة انديانا بالولايات المتحدة الأميركية عام 1980. عمل مدرس في التعليم الابتدائي من 1958 إلى 1960. ثم عمل محرر في الصحيفة الأسبوعية لشركة نفط البحرين من 1960 إلى 1962. ثم عمل محاضر لمادتي التربية وعلم النفس بالمعهد العالي للمعلمين من 1967 إلى 1969. ثم عمل أخصائي تخطيط تربوي بوزارة التربية والتعليم من 1970 إلى 1971 ثم مراقب التخطيط التربوي من 1971 إلى 1972 ثم مدير التخطيط التربوي والشئون الثقافية من 1972 إلى 1975 ثم الوكيل المساعد للتخطيط والمناهج والشئون الثقافية من 1975 إلى 1982 ثم وكيلا لنفس الوزارة من 1982 إلى 1997. عمل أمينا عاما مساعدا للشئون السياسية بمجلس التعاون لدول الخليج العربية من 1997 إلى 2003. تقرر تعيينه عضوا في مجلس الشورى من 2002 إلى 2010.